# Pals (landgoed)
Het landgoed Pals bevindt zich in de Nederlandse gemeente Bladel ten zuidwesten van Hapert en ten zuidoosten van Bladel.
De Pals is een bosgebied dat samen met Kroonvense Heide een oppervlakte heeft van 508 ha. Het maakt tegenwoordig deel uit van Boswachterij De Kempen en is eigendom van Staatsbosbeheer. Er is ook een weg die De Pals heet, en daaraan staat een landhuis van dezelfde naam.
Een deel van Pals is aangewezen als bosreservaat. Het bevat bestanden van grove den die uit 1882 stammen. Om een natuurlijk milieu te verkrijgen zijn exotische bomen, met name de Amerikaanse eik, in 2004 verwijderd. In dit gebied vindt men dubbelloof en dalkruid. De rosse vleermuis en de zwarte specht komen er voor.

## Operatie Market Garden
Op 19 september 1944, tijdens Operatie Market Garden, stortte in het gebied een Lancaster III bommenwerper neer van het 467 Squadron, gevlogen door F/O A.C. Findlay. De bemanning bestond vooral uit Australiërs. Vier van hen kwamen om bij de crash: Sgt. Dennis Burton, Sgt. Harry Hemingway, F/Sgt. Robert Keith en F/O William Woods. Zij zijn begraven op het oorlogskerkhof in Bergen op Zoom.
Twee bemanningsleden werden krijgsgevangene gemaakt, namelijk F/Sgt. N. Willington en F/Sgt. C.F. Larkin. De piloot Alec Findlay slaagde erin uit handen van de Duitsers te blijven. Hij kwam op 23 september in contact met Britse troepen.